# Primera División de Venezuela 1957
La temporada 1957 de Primera División (oficialmente Copa I.N.D) fue la primera temporada de la máxima categoría del fútbol profesional venezolano. La Universidad Central ganó el primer torneo profesional del fútbol venezolano.

## Equipos participantes
| Club                | Estado           |
| ------------------- | ---------------- |
| Banco Obrero        | Distrito Federal |
| Catalonia           | Distrito Federal |
| Deportivo Español   | Distrito Federal |
| Deportivo Vasco     | Distrito Federal |
| La Salle            | Distrito Federal |
| Universidad Central | Distrito Federal |

## Historia
La Universidad Central fue el primer campeón de la era profesional, llegando de segundo La Salle.
El estreno del torneo fue el 21 de febrero con el triunfo 4-3 de la UCV ante Banco Obrero. Por la Universidad Central marcaron: Marino Araujo "Tonho" (m14), Carlos "Cojito" Rodríguez (m37, m72), Paulino Rego "Sabú" (m44); por Banco Obrero, Francisco Limada (m3, m84), José Figueroa (m49). 
En la ciudad de Valencia se disputaron dos partidos: Deportivo Español 3-2 Catalonia y La Salle 2-1 Universidad Central. La mayor goleada del certamen fue UCV 10-1 ante Deportivo Vasco: Marino Araujo "Tonho" (3), Carlos "Cojito" Rodríguez (3), Alleino Alterio (3), Paulino Rego "Sabú". El juego del Club Deportivo Español-Banco Obrero, del 13 de abril, había quedado 2-0, pero la Liga Mayor ordenó repetirlo pero igual ganaron los españoles, aunque ahora por 3-2.
El campeón goleador fue Marino Araujo "Tonho" (Universidad Central) con 12. El técnico campeón fue el brasileño Orlando Fantoni (Universidad Central). 
Los «equipos coloniales» fueron: Club Deportivo Español, Catalonia y Deportivo Vasco. El primer club con nombre de empresa fue: Banco Obrero.

## Clasificación
| Pos | Equipo                  | J  | G  | E | P | GF | GC | DG  | Ptos |
| --- | ----------------------- | -- | -- | - | - | -- | -- | --- | ---- |
| 1   | Universidad Central (C) | 15 | 10 | 3 | 2 | 39 | 17 | 22  | 23   |
| 2   | La Salle                | 15 | 8  | 2 | 5 | 39 | 19 | 20  | 18   |
| 3   | Banco Obrero (D)        | 15 | 7  | 3 | 5 | 30 | 26 | 4   | 17   |
| 4   | Deportivo Español       | 15 | 5  | 3 | 7 | 32 | 43 | -11 | 13   |
| 5   | Catalonia (D)           | 15 | 4  | 2 | 9 | 28 | 38 | -10 | 10   |
| 6   | Deportivo Vasco         | 15 | 3  | 3 | 9 | 23 | 48 | -25 | 9    |

|  | (C) : Campeón                              |
|  | (D) : Desaparece al final de la temporada. |

Universidad Central

Campeón

### Resultados

#### Primera ronda
| Universidad Central | 4 - 3 | Banco Obrero    | 21 de febrero |
| La Salle            | 8 - 1 | Deportivo Vasco | 23 de febrero |
| Deportivo Español   | 3 - 2 | Catalonia       | 24 de febrero |

| Deportivo Vasco | 3 - 2 | Catalonia           | 28 de febrero |
| Banco Obrero    | 4 - 2 | Deportivo Español   | 2 de marzo    |
| La Salle        | 2 - 1 | Universidad Central | 3 de marzo    |

| La Salle            | 4 - 0 | Deportivo Español | 7 de marzo  |
| Universidad Central | 2 - 1 | Catalonia         | 9 de marzo  |
| Banco Obrero        | 4 - 2 | Catalonia         | 14 de marzo |

| La Salle          | 2 - 2 | Banco Obrero    | 16 de marzo |
| Deportivo Español | 6 - 4 | Deportivo Vasco | 16 de marzo |

| Universidad Central | 3 - 2 | Deportivo Español | 21 de marzo |
| Catalonia           | 2 - 0 | La Salle          | 23 de marzo |
| Banco Obrero        | 2 - 1 | Deportivo Vasco   | 23 de marzo |

| Universidad Central | 0 - 0 | Deportivo Vasco | 28 de marzo |

#### Segunda ronda
| Banco Obrero        | 1 - 1 | Universidad Central | 4 de abril |
| Universidad Central | 4 - 1 | Deportivo Español   | 6 de abril |
| La Salle            | 4 - 1 | Deportivo Vasco     | 6 de abril |

| Catalonia         | 5 - 3 | Deportivo Vasco | 10 de abril |
| Deportivo Español | 3 - 2 | Banco Obrero    | 13 de abril |
| La Salle          | 5 - 1 | Catalonia       | 13 de abril |

| Deportivo Español | 2 - 1 | La Salle | 23 de abril |

| Deportivo Vasco     | 2 - 0 | Banco Obrero | 27 de abril |
| Universidad Central | 4 - 0 | Catalonia    | 27 de abril |
| Catalonia           | 2 - 1 | Banco Obrero | 1 de mayo   |

| Deportivo Español | 3 - 2 | Deportivo Vasco | 4 de mayo |
| La Salle          | 1 - 1 | Banco Obrero    | 4 de mayo |

| Universidad Central | 2 - 0  | La Salle        | 7 de mayo  |
| Universidad Central | 10 - 1 | Deportivo Vasco | 12 de mayo |
| Deportivo Español   | 1 - 1  | Catalonia       | 12 de mayo |

#### Tercera ronda
| La Salle            | 3 - 0 | Deportivo Vasco   | 15 de mayo |
| Catalonia           | 5 - 2 | Deportivo Español | 19 de mayo |
| Universidad Central | 3 - 2 | Banco Obrero      | 19 de mayo |

| Universidad Central | 1 - 0 | La Salle          | 21 de mayo |
| Deportivo Vasco     | 2 - 2 | Catalonia         | 25 de mayo |
| Banco Obrero        | 3 - 1 | Deportivo Español | 25 de mayo |

| Banco Obrero        | 1 - 0 | Deportivo Vasco   | 28 de mayo |
| La Salle            | 4 - 2 | Deportivo Español | 1 de junio |
| Universidad Central | 2 - 1 | Catalonia         | 1 de junio |

| La Salle | 1 - 2 | Banco Obrero | 4 de junio |

| Deportivo Español | 2 - 2 | Deportivo Vasco | 8 de junio |
| Banco Obrero      | 2 - 1 | Catalonia       | 8 de junio |

| Deportivo Vasco     | 1 - 0 | Universidad Central | 11 de junio |
| La Salle            | 4 - 1 | Catalonia           | 15 de junio |
| Universidad Central | 2 - 2 | Deportivo Español   | 15 de junio |